# برات آند ويتني جيه تي 3 دي

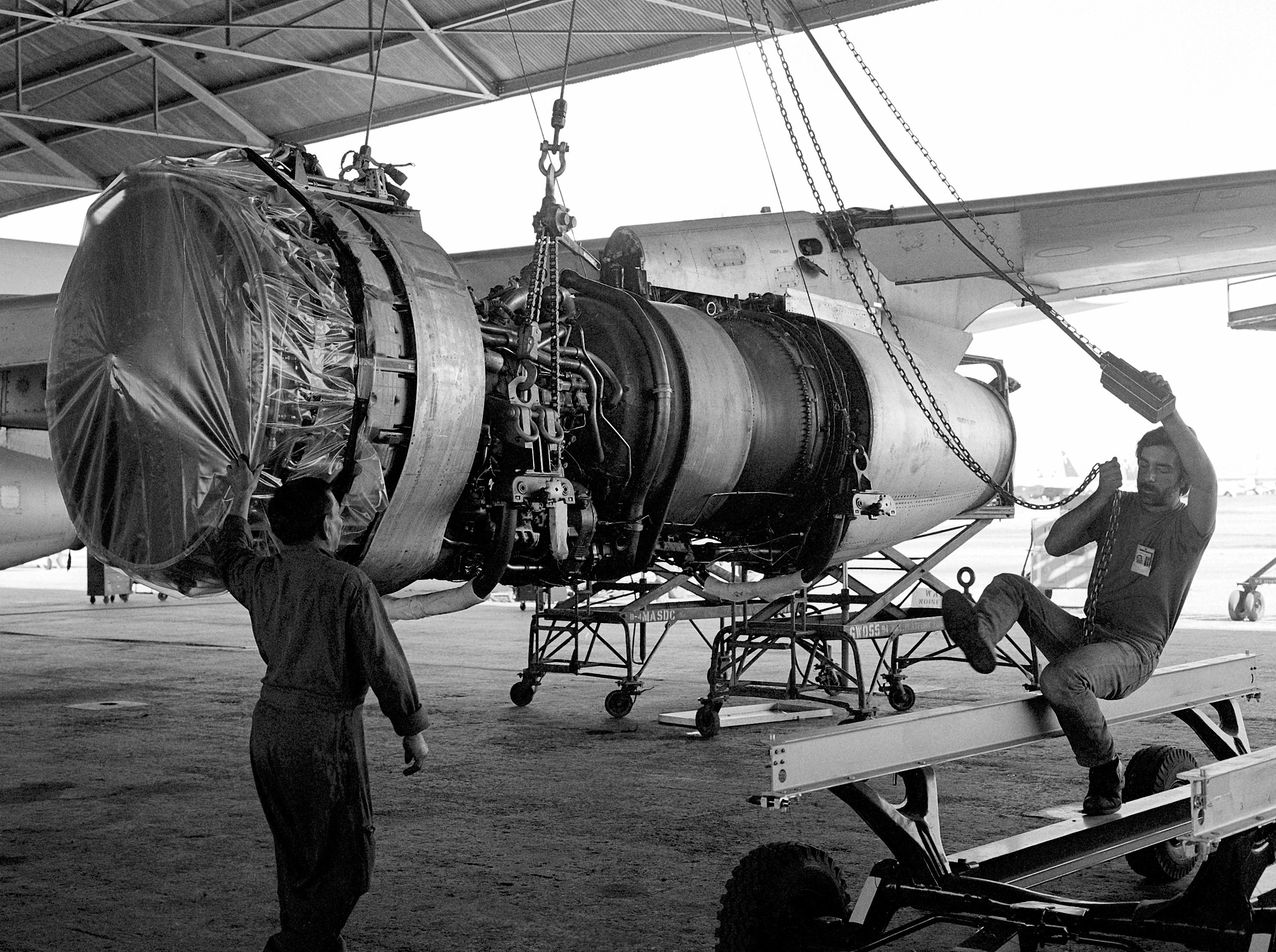
محرك جيه تي 3 دي من طائرة بوينغ 707 اس، يستخدم لاعادة تصميم محرك طائرة القوات الجوية الأمريكية كيه سي-135 ايه اس، 1984

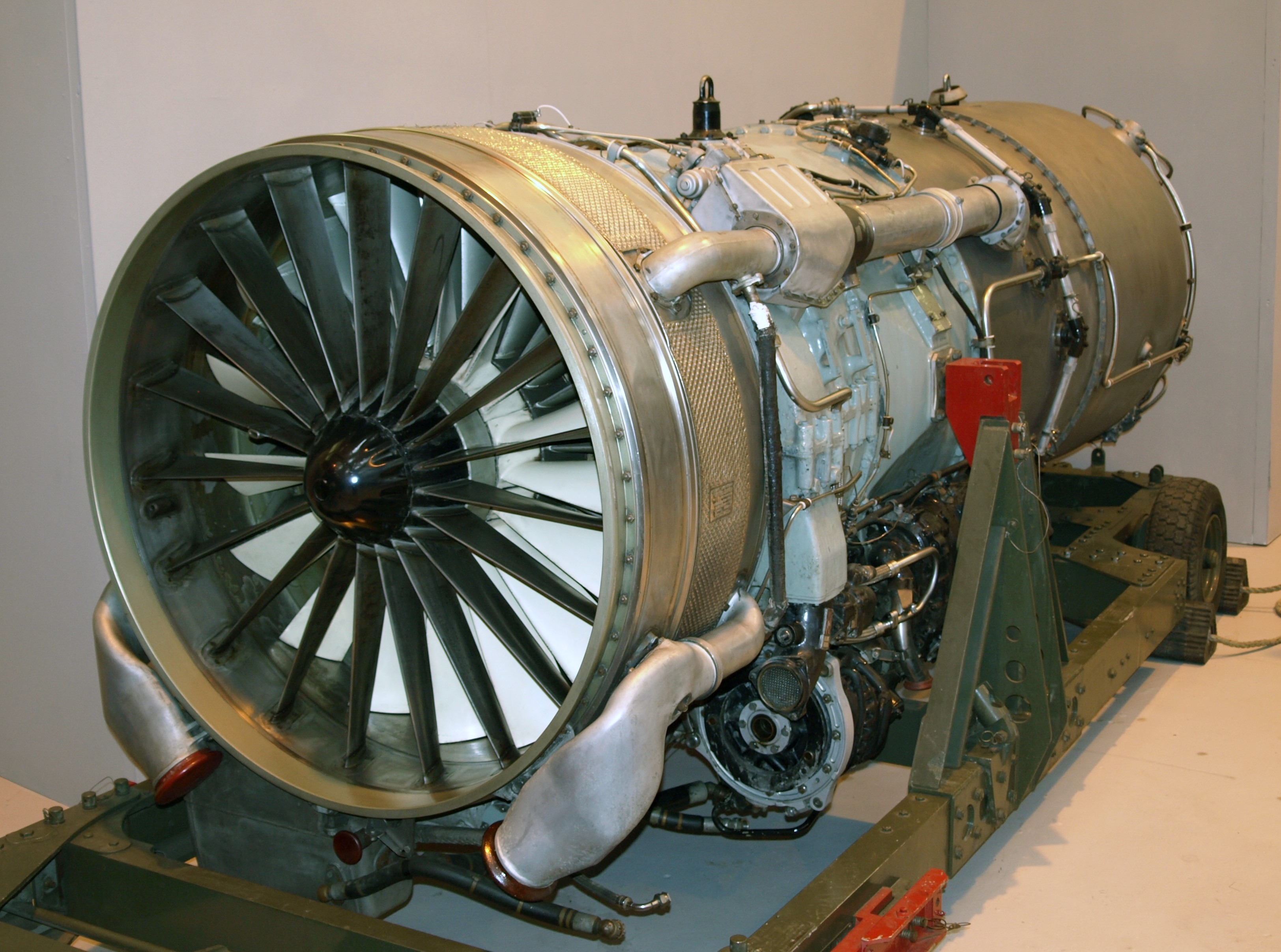
محرك رولز رويس كونواي

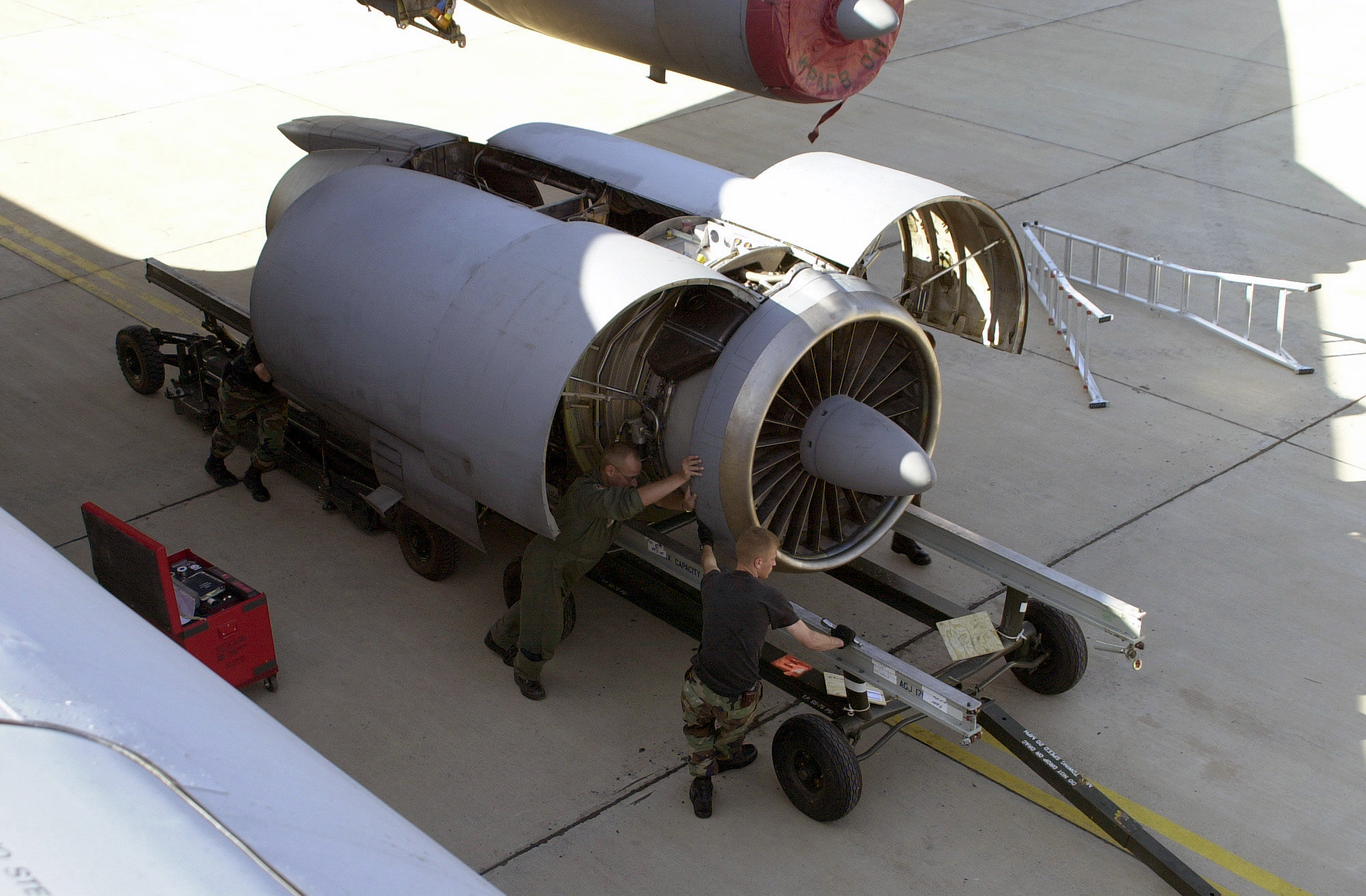
محرك تي اف 33-بي-7 لطائرة سي-141

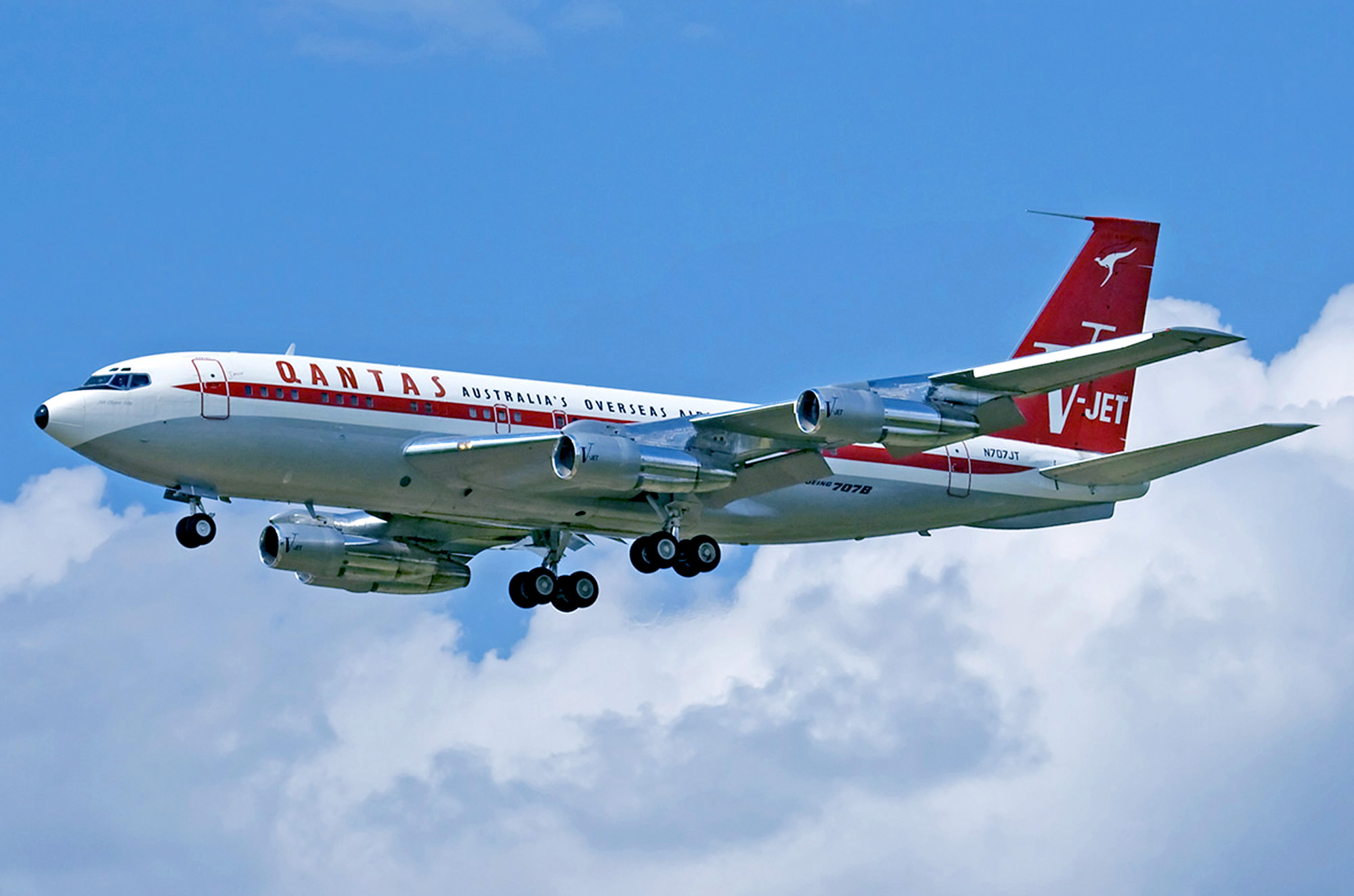
بوينغ 707

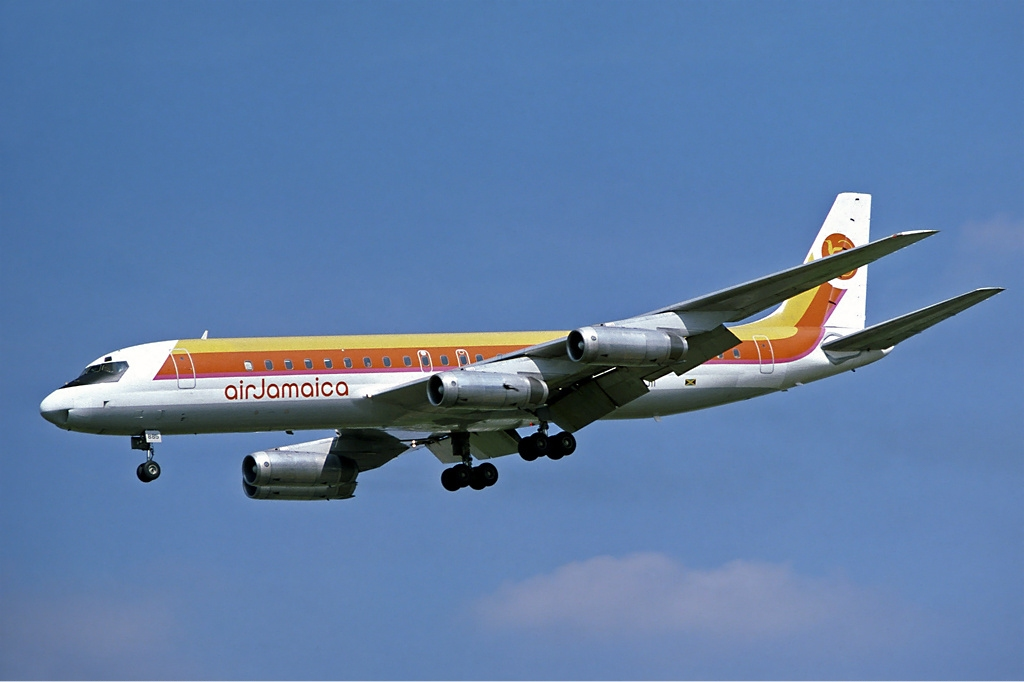
دوجلاس دي سي-8

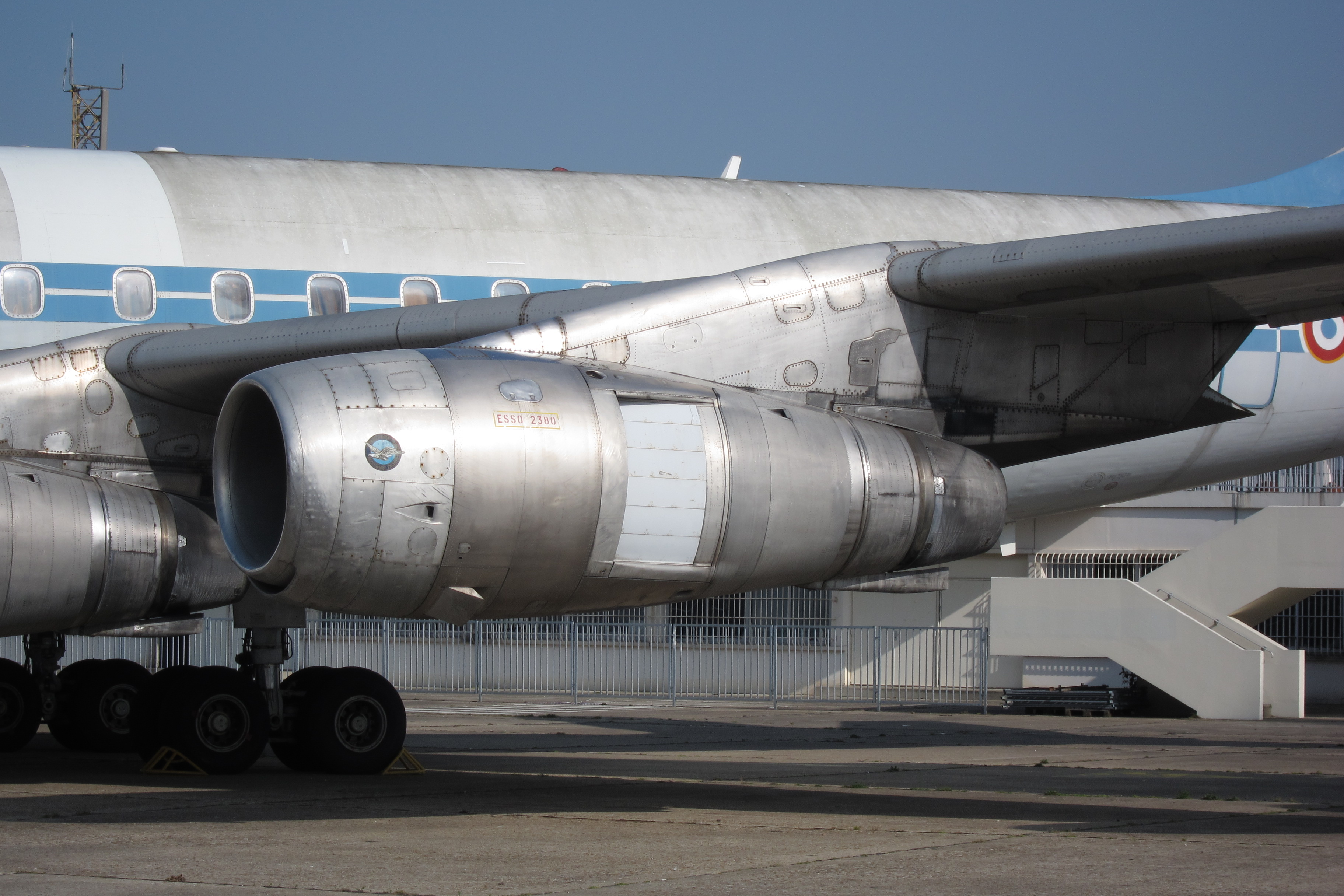
محرك جيه تي 3 دي على دوجلاس دي سي-8

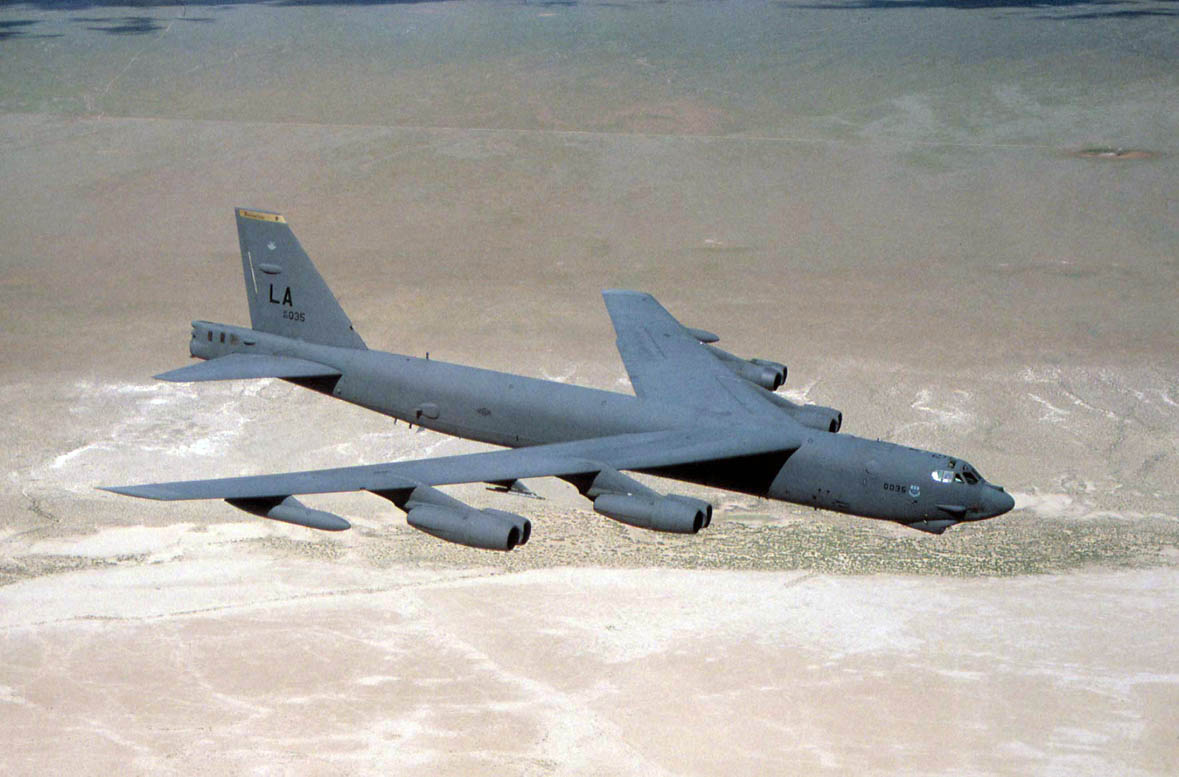
بوينغ بي-52 ستراتوفورتريس

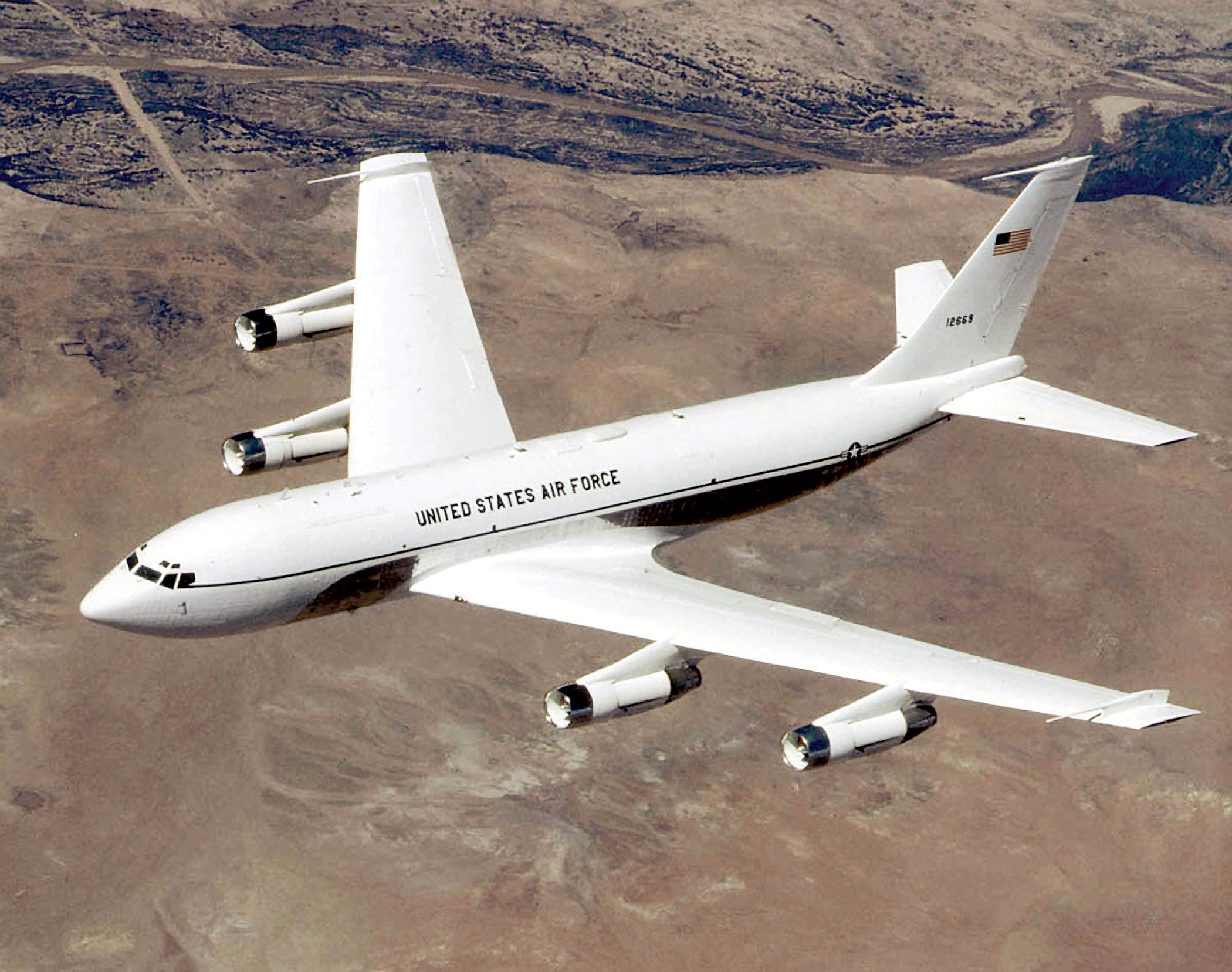
بوينغ سي-135 ستراتوليفتر

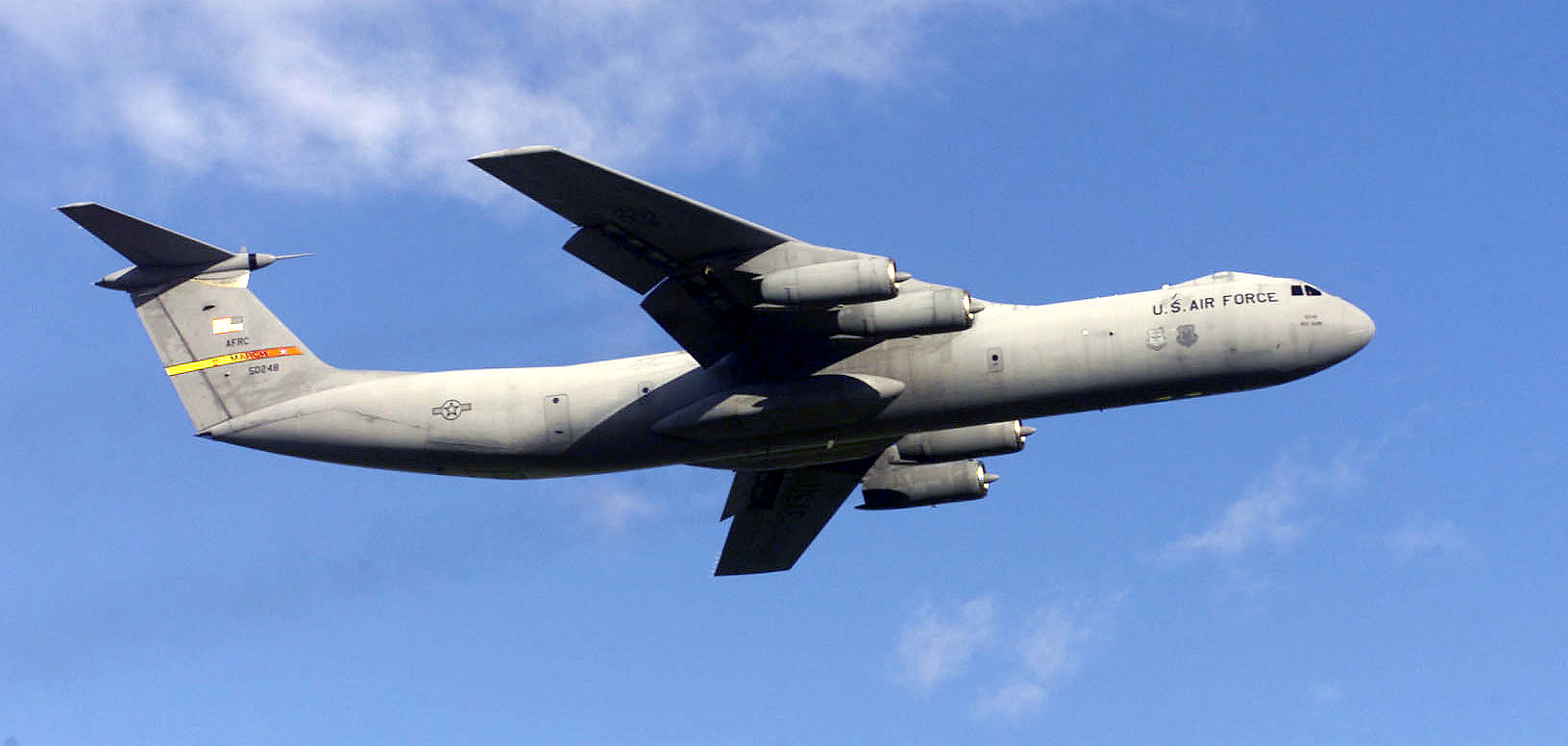
لوكهيد سي-141 ستارليفتر

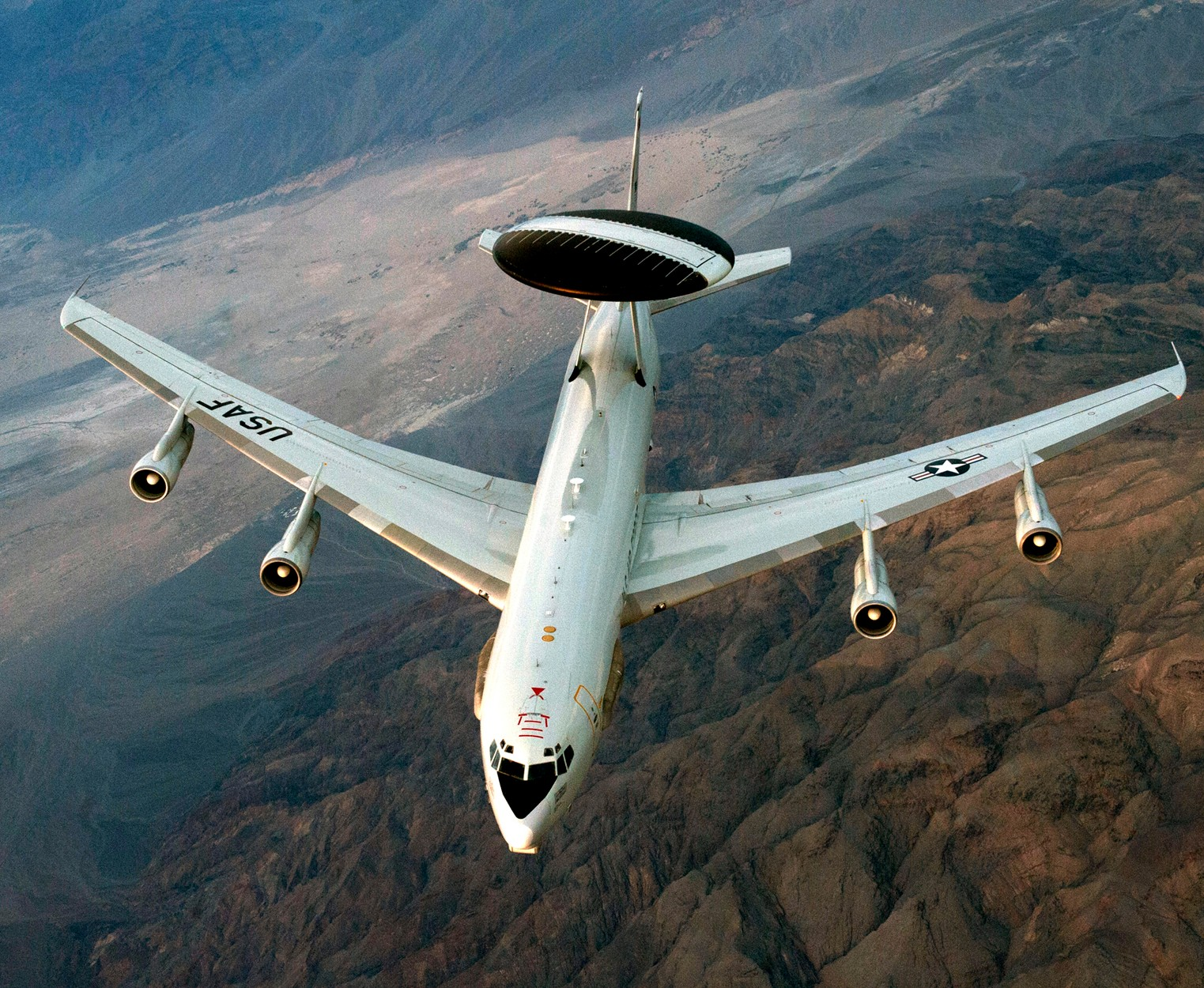
بوينغ إي-3 سينتري

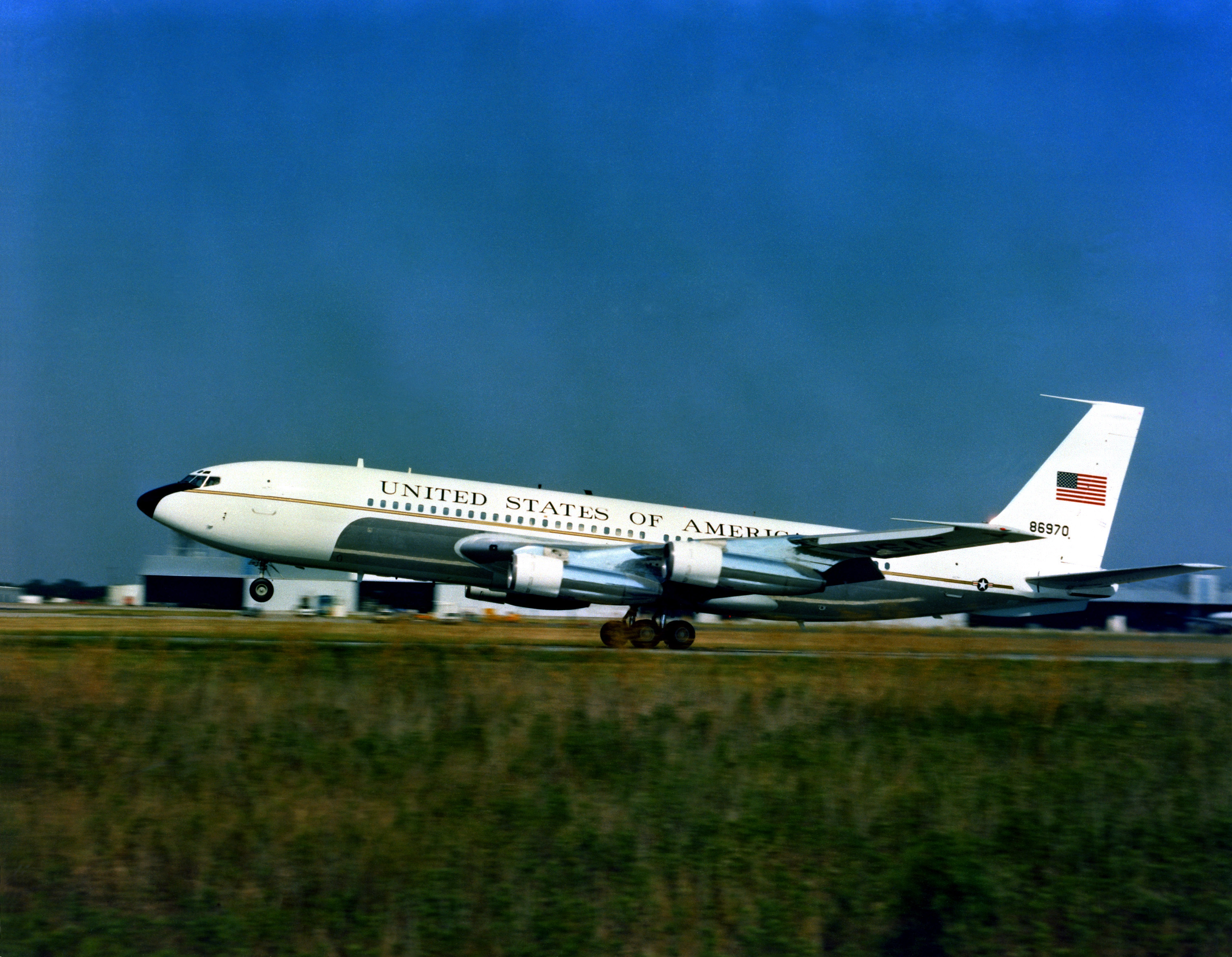
بوينغ سي-137 ستراتولاينر

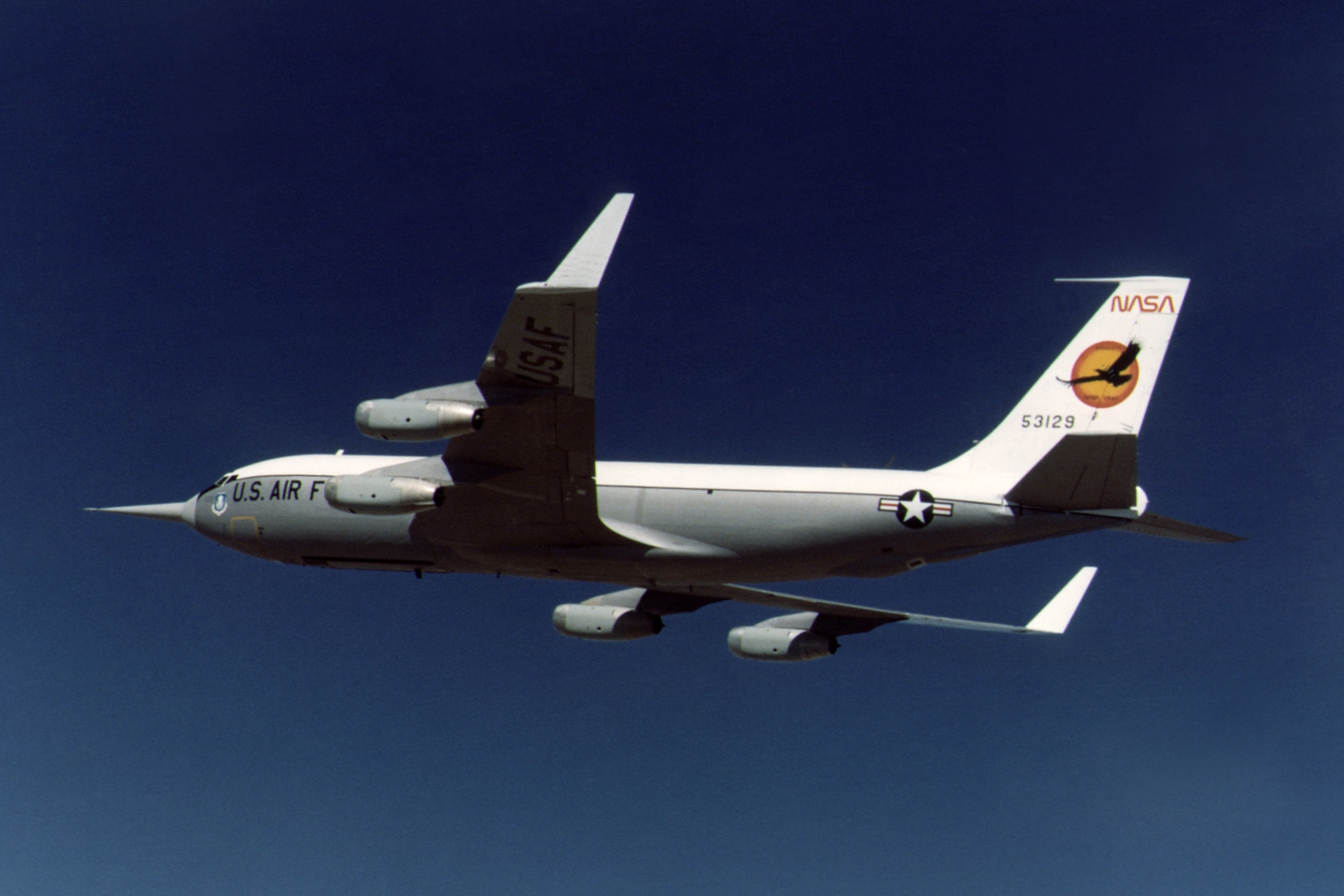
بوينغ كيه سي-135

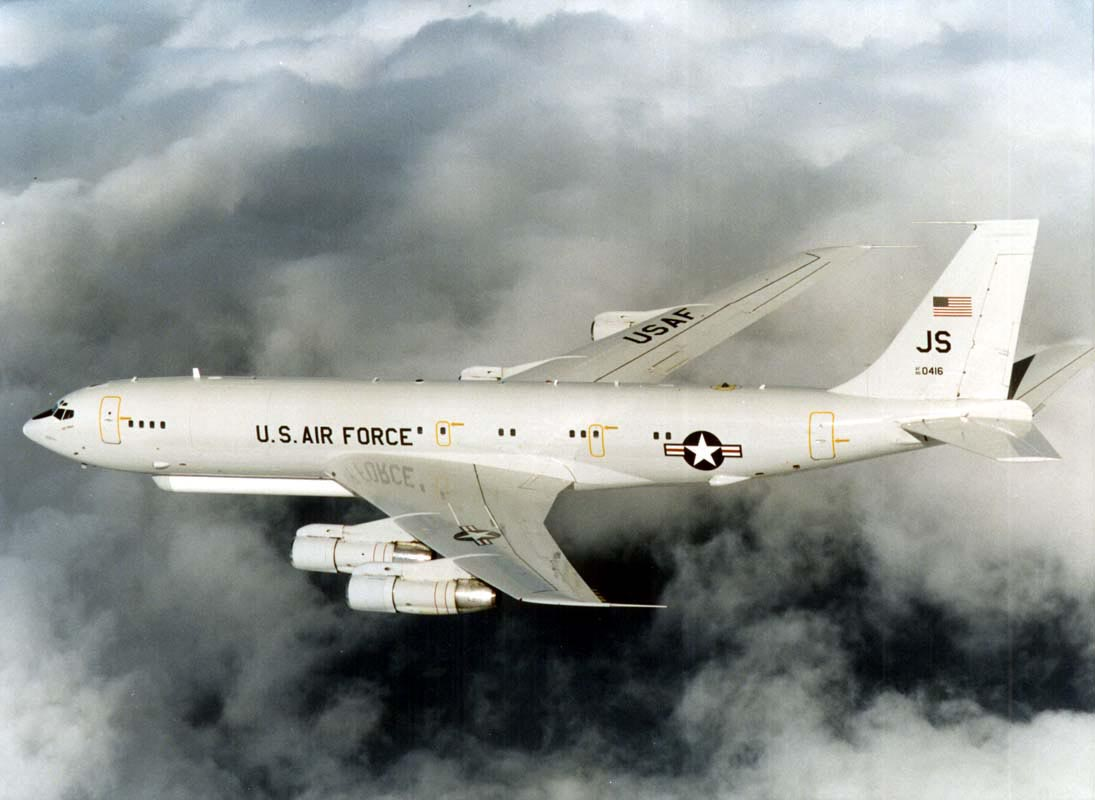
جرومان إي-8 جوينت ستارز

برات آند ويتني جيه تي 3 دي هو محرك توربيني مروحي قديم، اشتق من المحرك التوربيني النفاث برات آند ويتني جيه تي 3 سي.
تم تشغيل المحرك لأول مرة عام 1958، وأجريت أول رحلة طيران عام 1959 في طائرة الاختبار بي-45 تورنادو. 
بين عام 1959 و 1985 تم إنتاج ما يزيد عن 1000 محرك من الجيه تي 3 دي. معظم المحركات مازالت تُستخدم حتى اليوم في طائرات عسكرية، و تستخدم القوات الجوية الأمريكية المحرك تحت اسم تي اف 33.

## التصميم والتطوير
حذرا من منافسة محرك رولز رويس كونواي التوربيني المروحي، قررت برات آند ويتني تطوير المحرك جيه تي 3 دي التوربيني المروحي من المحرك التوربيني النفاث جيه تي 3 سي لتسليمه لاحقا للعمل في طائرة بوينغ 707 و دوجلاس دي سي-8 .
تم استبدال الثلاث مراحل الأولى من ضاغط الضغط المنخفض ذو المراحل التسعة في محرك جيه تي 3 سي بمروحة ذات مرحلتين. (مرحلة الضاغط تتكون من عضو متحرك لزيادة طاقة الحركة، يتبعه عضو ثابت لتحويل طاقة الحركة إلى ضغط، و العكس يحدث عند التربينة)، كما تم تكبير المرحلة الثانية من تربينة الضغط المنخفض  و إضافة مرحلة ثالثة.
على عكس ما فعلت جينرال إليكتريك مع محركها سي جي805-23، فإن برات آند ويتني لم تُجري أي أبحاث على المراوح التي تقترب سرعتها من سرعة الصوت قبل تصميم محركها جيه تي3دي، لذلك لم تكن قادرة على تصنيع وحدة مكونة من مرحلة واحدة بالمواصفات المطلوبة، و بدلا من ذلك قامت بتصنيع وحدة مكونة من مرحلتين استنادا على بعض الأبحاث التي أجرتها لدعم المحرك التوربيني النفاث النووي جي91.
و مع ذلك، فإن إجمالي تصميم محرك برات آند ويتني كان جيد وكان حلا رائعا لانتاج محرك توربيني مروحي لمنافسة محرك رولز رويس كونواي في فترة زمنية قصيرة، وبالفعل بعد 55 عاما، كان البناء الأساسي لمحرك جيه تي3 دي يمكن رؤيته في الطائرات الأمريكية المدنية الكبيرة ذات المحركات التوربينية المروحية، مثل جي إي90 و بي دبليو4000، إلخ
في طائرة البوينغ 707 يكون غطاء مروحة المحرك جيه تي3 دي قصير نسبيا، بينما في طائرة دوجلاس دي سي-8 فإن غطاء مروحة المحرك يكون مكتمل الطول.
جهزت شركة برات آند  ويتني مجموعة من الأدوات، يُمكن بواسطتها تحويل محرك جيه تي3 سي إلى الجيه تي 3 دي القياسي في ورشة الصيانة.
في عام 1959، كان هناك طلبات مهمة لمحرك الجيه تي 3 دي من أجل طائرة بوينغ 707-120بي و بوينغ 720 بي، عندما طلبت الخطوط الجوية الأمريكية طائرة بوينغ 707 مزودة بمحرك جيه تي 3 دي وطلبت كيه إل إم محرك جيه تي 3 دي لتشغيل طائرة دوغلاس دي سي-7.
عملت النسخ الأولية  من البوينغ 707 بمحرك جيه تي3 سي، وأدت الكفاءة المتحسنة للمحرك التوربيني المروحي لجذب شركات الخطوط الجوية لشرائه.
دخلت طائرة البوينغ 707-123 بي و 720-023 بي، اللتان يعملا بواسطة المحرك جيه  تي3 دي (تستخدم الإضافة بي للإشارة إلي أن الطائرة تعمل بمحرك توربيني مروحي) إلى الخدمة في الخطوط الجوية الأمريكية في نفس اليوم، 12 مارس،  عام 1961.
عملت طائرات البوينغ كيه سي-135 في الأساس بواسطة محركات توربينية نفاثة.
مع توقف طائرات البوينغ 707 اس عن الخدمة، قامت القوات الجوية الأمريكية بشراء الهياكل الفائضه، واستخدام المحركات لإعادة بناء محرك طائرة بوينغ كيه سي-135 المستخدم بواسطة الحرس الوطني الجوي، وادخار أسراب الطائرات المزودة بمحرك جيه تي 3ي (المعروف باسم تي اف33- بي دبليو- 102).
تم تعديل أكثر من 150 طائرة، و أُعيدت طائرة كيه سي-135 ايه السابقة تحت مُسمى كيه سي-135 إي.
بعد خدمة طويلة لعدد من الطائرات التي تعمل بمحرك جيه تي3 دي لخطوط الطيران والقوات الجوية، تم تقليل استخدامها تدريجيا.
استخدمت طائرة كيه سي-135 اس محرك الجيه تي3 دي، بينما استخدمت طائرة 354 محركات سي اف ام 56، التي تتميز بقوة دفع كبيرة ومرونة التشغيل المتزايدة نتيجة انخفاض انبعاثات الضوضاء منها.
تعد ضوضاء محرك جيه تي3 دي أحد الأسباب التي جعلت الحلف الأطلسي، يتناقش حول إعادة تصميم طائرتهم بوينغ إي-3 سينتري، نظرا لخضوع الطائرة لقيود لا تخضع لها الطائرات ذات المحركات الحديثة.
ستزيد المرونة التشغيلية نتيجة قدرة المحركات مرتفعة القدرة على زيادة أقصى ارتفاع للطائرة، مما سيتطلب توسيع نطاق المراقبة بالرادار، و على سبيل المثال فإن   سلاح الجو الملكي البريطاني و القوات الجوية الفرنسية و القوات الجوية الملكية السعودية، يستخدمون طائرات تحلق أعلى من طائرات الحلف الأطلسي.
طائرة أخرى معروفة مزودة بمحرك جيه تي 3 دي، هي طائرة البوينغ بي-52 اتش ستراتوفورتريس. , يعتبر الطراز اتش من بي-52، النوع الوحيد من قاذفة القنابل المشهورة، الذي يتم تزويده بمحركات توربينية مروحية، و النوع الوحيد أيضا المتبقى في الخدمة في القوات الجوية الأمريكية. و يتوقع أن يبقى الدعامة الأساسية لأسطول قاذفة القنابل الثقيلة للقوات الجوية الأمريكية حتى عام 2040 على الأقل.

## أنواع مختلفة
- جيه تي 3 دي-1

تبلغ قوة الدفع في الطراز المدني منه حوالي 17000 باوند (75.62 كيلو نيوتن)، و يتواجد نظام حقن مياه حسب الطلب.
- جيه تي 3 دي-2

يعرف باسم (تي اف 33-بي-3)، و تبلغ قوة الدفع له حوالي 17000 باوند  (80.07كيلو نيوتن)
- جيه تي 3 دي-3

تبلغ قوة الدفع له حوالي 18000 باوند (80.07 كيلو نيوتن)، و يتواجد به نظام حقن مياه حسب الطلب. 
- جيه تي 3 دي-3 ايه

يعرف باسم (تي اف 33-بي-5)، و تبلغ قوة الدفع له حوالي 18000 باوند (80.07 كيلو نيوتن).
- جيه تي 3 دي-3 بي

تبلغ قوة الدفع في الطراز المدني منه 18000 باوند (80.07 كيلو نيوتن)
- جيه تي 3 دي-5 ايه

يعرف باسم (تي اف 33-بي-7)، و تبلغ قوة الدفع له حوالي 18000 باوند (80.07 كيلو نيوتن)، و يتواجد به نظام حقن مياه حسب الطلب.
- جيه تي 3 دي-8 ايه

يعرف باسم (تي اف 33-بي-7)، و تبلغ قوة الدفع له حوالي 18000 باوند (80.07 كيلو نيوتن)، و يتواجد به نظام حقن مياه حسب الطلب.
- جيه تي 3 دي-15

تبلغ قوة الدفع له 22500 باوند (100.08 كيلو نيوتن) للطراز المدني منه، لطائرة بوينغ 707.
- تي اف 33-بي-3

 تبلغ قوة الدفع له 17000 باوند (75.62 كيلو نيوتن) لطائرة بوينغ بي-52 اتش ستراتوفورتيس.
- تي اف 33-بي-5

تبلغ قوة الدفع 18000 باوند (80.07 كيلو نيوتن) لطائرة بوينغ كيه سي-135 ستراتوتانكر.
- تي اف 33-بي-7

تبلغ قوة الدفع 21000 باوند (93.41 كيلو نيوتن) لطائرة لوكهيد سي-141 ستارليفتر
- تي اف 33-بي-11

تبلغ قوة الدفع 16000 باوند (71.17 كيلو نيوتن) لطائرة مارتن أر بي-57 اف كانبيرا

## تطبيقات الطائرات

### الطائرات المدنية (محرك جيه تي3 دي)
- بوينغ 707
- دوغلاس دي سي-8
- شانغهاي واي-10

### الطائرات العسكرية (محرك تي اف 33)
- بي-52 ستراتوفورتريس
- بوينغ سي-18
- بوينغ سي-135 بي ستراتوليفتر
- بوينغ إي-3 سينتري
- جرومان إي-8 جوينت ستارز
- بوينغ كيه سي-135 إي ستراتو تانكر (محرك جيه تي3 دي اس من فائض البوينغ 707 لخطوط طيران المدنية )
- بوينغ في سي-137 بي/سي ستراتولينر
- لوكهيد  سي-141 ستراتوليفتر
- مارتن أر بي-57 اف

## مواصفات ( المحرك جيه تي 3 دي-1)

### مواصفات عامة
- النوع: محرك توربيني مروحي.
- الطول: 138 بوصة (3505 مم)من حافة المقدمة لحافة النهاية.
- القطر: 51.57 بوصة (1310 مم) لنهاية ريشة المروحة.
- الوزن الأساسي: 4361 باوند (1978 كغم).

### المكونات
- الضاغط: محوري السريان، مروحة مرحلتين، 6 مراحل ضاغط الضغط المنخفض، 7 مراحل ضاغط الضغط المرتفع.
- غرف الاحتراق: أسطوانية الشكل (بالإنجليزية: cannular)، تحتوي على 8 أنابيب لهب.
- التوربينة: محورية السريان، مرحلة واحدة للضغط المرتفع، و 3 مراحل للضغط المنخفض.

### الأداء
- قوة الدفع القصوى: 17000 باوند (17 كيلو نيوتن)
- نسبة الضغط الكلي: 1:12.5
- نسبة الالتفافية: 1:1.42
- معدل تدفق الهواء: 432 باوند/ثانية (196 كغم/ثانية)
- درجة حرارة الدخول للتربينة:1150 كلفن.
- الاستهلاك النوعي للوقود:0.78 باوند/باوند قوة.ساعة (22 جم/كيلو نيوتن.ثانية)، عند قوة دفع 4000 باوند قوة و ماخ 0.82 و ارتفاع 35000 قدم.
- نسبة قوة الدفع إلى الوزن:3.9

== مواصفات (المحرك تي اف 33-بي دبليو-7) ==

### مواصفات عامة
- النوع: محرك توربيني مروحي.
- الطول: 142 بوصة (3607 مم)من حافة المقدمة لحافة النهاية.
- القطر: 54 بوصة (1371.6 مم) لنهاية ريشة المروحة.
- الوزن الأساسي: 4550 باوند (2109 كغم).

### المكونات
- الضاغط: محوري السريان، مروحة مرحلتين، 7 مراحل ضاغط الضغط المنخفض، 7 مراحل ضاغط الضغط المرتفع.
- غرف الاحتراق: أسطوانية الشكل (بالإنجليزية: cannular)، تحتوي على 8 أنابيب لهب.
- التوربينة: محورية السريان، مرحلة واحدة للضغط المرتفع، و 3 مراحل للضغط المنخفض.

### الأداء
- قوة الدفع القصوى: 21000 باوند (93كيلو نيوتن)
- نسبة الضغط الكلي: 1:16
- معدل تدفق الهواء: 498 باوند/ثانية (226 كغم/ثانية)
- درجة حرارة الدخول للتربينة:1127 كلفن.
- الاستهلاك النوعي للوقود:0.56 باوند/باوند قوة.ساعة (16 جم/كيلو نيوتن.ثانية)، عند قوة دفع 4000 باوند قوة و ماخ 0.82 و ارتفاع 35000 قدم.
- نسبة قوة الدفع إلى الوزن:4.516[6]

## وصلات خارجية
- Pratt & Whitney JT3D (TF33)